# Pop Master
Singles de Nana Mizuki
Scarlet Knight
(2011) Junketsu Paradox
(2011)
Pop Master est le 24e single de la chanteuse et seiyū japonaise Nana Mizuki sorti le 13 avril 2011 sous le label King Records, soit le même jour que son 23e single Scarlet Knight. C'est le deuxième single dans sa discographie qui ne contient que deux chansons comme Scarlet Knight. Il arrive 3e à l'Oricon. Il se vend à 51 883 exemplaires la première semaine et reste classé 16 semaines pour un total de 73 609 exemplaires vendus.
Pop Master a été utilisé comme chanson d'encouragement pour le 31e High School Quiz sur NTV. Unbreakable a été utilisé comme thème d'ouverture pour le jeu vidéo UnchainBlades Rexx sur Nintendo 3DS et PSP. Pop Master se trouve sur la compilation The Museum II.

## Liste des titres
| 1. | Pop Master (POP MASTER (lit. Le maître de la Pop) | 4:44 |
| 2. | Unbreakable (UNBREAKABLE (lit. Incassable)        | 4:42 |

Auteurs : Les paroles et la musique de la 1re chanson sont composées par Nana Mizuki tandis que les arrangements sont faits par Hitoshi Fujima (Elements Garden). Les paroles de la 2e chanson sont écrites par Shouko Fujibayashi, la musique composée par Shunryuu et les arrangements fait par Jun Suyama.